# آلن دیکی
آلن دیکی (انگلیسی: Alan Dickie؛ زادهٔ ۳۰ ژانویهٔ ۱۹۴۴) بازیکن فوتبال اهل بریتانیا است.
از باشگاه‌هایی که در آن بازی کرده‌است می‌توان به باشگاه فوتبال کاونتری سیتی و باشگاه فوتبال وستهام یونایتد اشاره کرد.